# Green (REM)
Green is het zesde studioalbum van de Amerikaanse band R.E.M. Het album was het debuut voor de band bij het label Warner Bros. Met Green markeerde de band haar definitieve doorbraak.

## Tracks
Alle nummers geschreven door Bill Berry, Peter Buck, Mike Mills en Michael Stipe.
1. "Pop Song 89" – 3:04
2. "Get Up" – 2:39
3. "You Are the Everything" – 3:41
4. "Stand" – 3:10
5. "World Leader Pretend" – 4:17
6. "The Wrong Child" – 3:36
7. "Orange Crush" – 3:51
8. "Turn You Inside-Out" – 4:16
9. "Hairshirt" – 3:55
10. "I Remember California" – 4:59
11. Untitled – 3:10

## Bezetting
- Bill Berry – drums, achtergrondzang, basgitaar op nrs. 3, 6 en 9
- Peter Buck – gitaar, mandoline en drums op nr. 11
- Mike Mills – basgitaar, toetsen, accordeon, achtergrondzang
- Michael Stipe – zang

### Gastmuzikanten
- Jane Scarpantoni – cello op nr. 5
- Keith LeBlanc – percussie op nr. 8
- Bucky Baxter – pedal-steelgitaar op nr. 5